# Вьеты

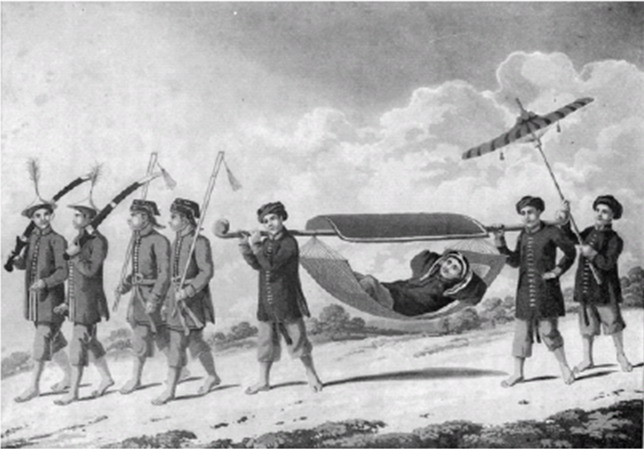
Вьетнамские солдаты в 1828 году

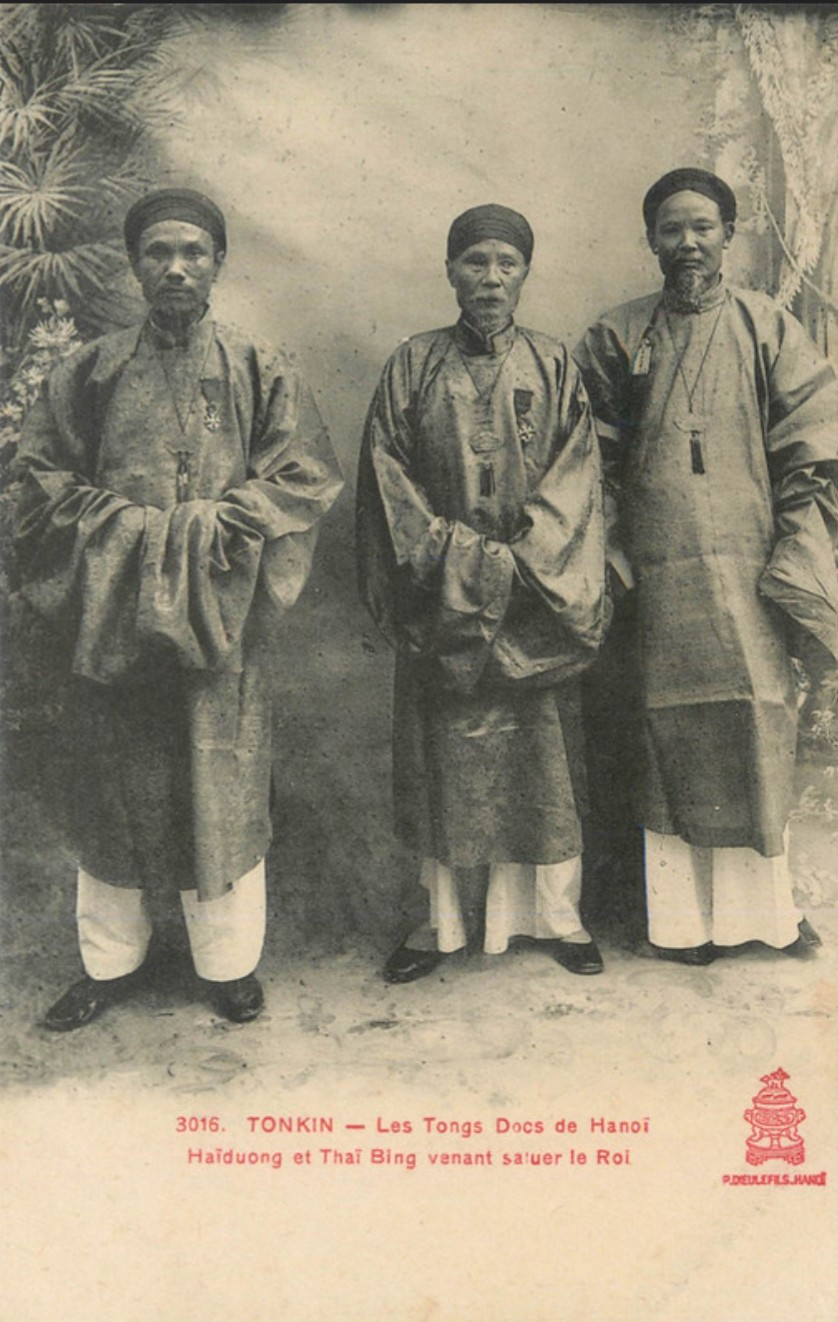
Вьетнамские чиновники, 1883—1886 гг.

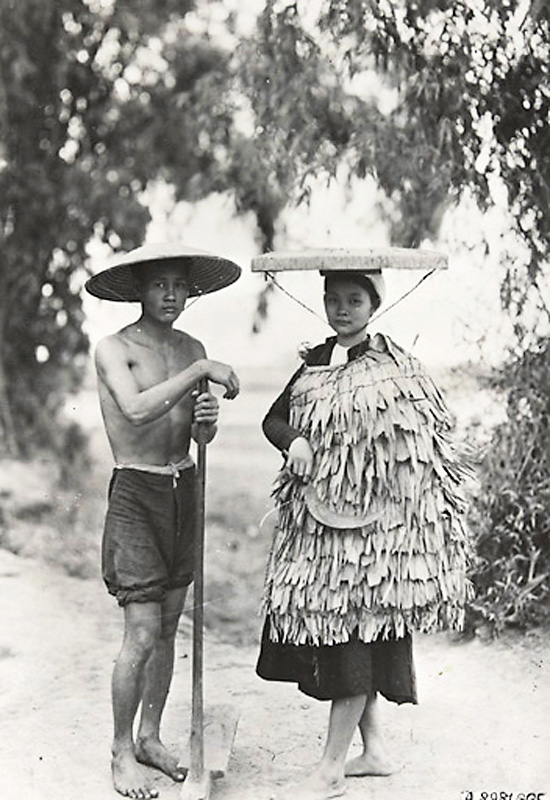
Вьетнамские земледельцы в 1921 году

Современные вьеты (вьет. Việt, вьет (кит. 越, юэ); вьет. Kinh, кинь, кит. 京, jing, gin, цзин) — основной народ Вьетнама, один из вьет-мыонгских народов.
По оценке 2006 года, общая численность вьетов составляла 73,5 млн чел., в том числе во Вьетнаме — 70,8 млн чел., Камбодже — 597 тыс. чел., Таиланде — 103 тыс. чел., Лаосе — 94 тыс. чел., Малайзии — 83 тыс. чел., Китае — 30 тыс., США — 1,2 млн чел., Канаде — 151 тыс. чел., Австралии — 174 тыс. чел., Франции — 302 тыс. чел., Германии — 83 тыс. чел., Украине — 3,9 тыс. чел., России — 26,2 тыс. чел., в том числе в Москве — 15,6 тыс. чел. (2002, перепись). В 2019 во Вьетнаме проживало уже 82,1 млн вьетов.
Современные вьеты говорят на вьетнамском языке. По религии — буддисты, даосы, конфуцианцы, есть католики (5-10 %), протестанты, на юге — приверженцы синкретических культов Каодай и Хоахао.
Следует различать древних вьетов (кит. юэ), составлявших многоэтническую общность племён батьвьеты (кит. байюэ) и населявших во II—I тыс. до н. э. юг Китая и современных вьетов (также кит. юэ), которые, хотя и являются потомками батьвьетов, ведут свою родословную лишь от двух батьвьетских народов — лаквьетов и аувьетов.

## История
Предки современных вьетов и мыонгов — лаквьеты (кит. лоюэ) — являются автохтонным населением современного северного Вьетнама. Они отделились от других вьет-мыонгских народов, населявших в начале I тыс. до н. э. территорию современного южного Китая, и продвинулись в бассейн реки Красная.
С лаквьетами связывается древняя донгшонская культура, остатки которой были обнаружены на территории современного северного Вьетнама. Ими также создано самое южное из всех древних вьетских государств — королевство Ванланг. Позже к ним присоединились родственные горные племена аувьеты (кит. оуюэ) и вместе они создали новое совместное государство Аулак — древнее ядро будущего Вьетнама.
В древности лаквьеты (лоюэ) входили в многоэтническую общность племён батьвьеты (кит. байюэ), или «сто (то есть „множество“) вьетских народов», известную из древнекитайских источников I тысячелетия до н. э., говоривших на языках юэ (вьетн. вьет, кит. трад. 越語, упр. 越语, пиньинь yuèyǔ) и населявших во II—I тыс. до н. э. юг Китая от низовьев Янцзы.
В древнекитайских источниках, кроме лаквьетов и аувьетов, также упоминаются следующие названия юэ-язычных племен: донгвьеты (кит. дуньюэ «восточные юэ»), манвьеты (кит. миньюэ «юэ в районе Минь»), намвьеты (кит. наньюэ «южные юэ») и некоторые другие.
Одно из нескольких древних вьетских государств даже носило название «Вьет» (кит. Юэ). Оно находилось на территории современной китайской провинции Чжэцзян и существовало в эпоху Восточного Чжоу в периоды Чуньцю и Чжаньго, но, как и все ранние вьетские государства, было завоевано и ассимилировано китайцами. Освободиться от китайского господства и сохранить государственность удалось лишь лаквьетам и аувьетам — народам Ванланга и Аулака — самых южных из всех ранних вьетских государств.

## Традиционнаякультура
Культура вьетов, в целом, типична для народов Юго-Восточной Азии.
Основное традиционное занятие — пашенное заливное рисоводство; во Вьетнаме известно более 200 сортов риса, два основных — твёрдый (гао тэ) и клейкий (гао нэп). Ремёсла — ткачество, вышивка, плетение (корзины, сумки, мебель, шляпы), резьба по дереву, камню, слоновой кости, рогу, роспись по лаку (по чёрному фону), ювелирное искусство и др.
Деревни — уличной планировки, окружены живыми бамбуковыми изгородями. В центре деревни обычно находится общинный дом (динь) — место народных собраний. Жилище — каркасное, наземное, трёхкамерное. Главное место в доме — алтарь предков. Внутреннее убранство — нары, лари для хранения утвари, циновки, гамаки. Характерна посуда из бамбука, кокосовой скорлупы и др.
Традиционная мужская и женская одежда — прямозастёжная куртка и штаны тёмно-коричневого (на севере) или чёрного (на юге) цвета. Женский нарядный костюм аозай — приталенное правозапашное платье-халат с со стоячим воротником и очень широкие штаны из светлого шёлка с вышивкой. Мужской аозай не притален, более свободного кроя. Вьеты носят конические плетённые из пальмовых листьев шляпы (нонла).

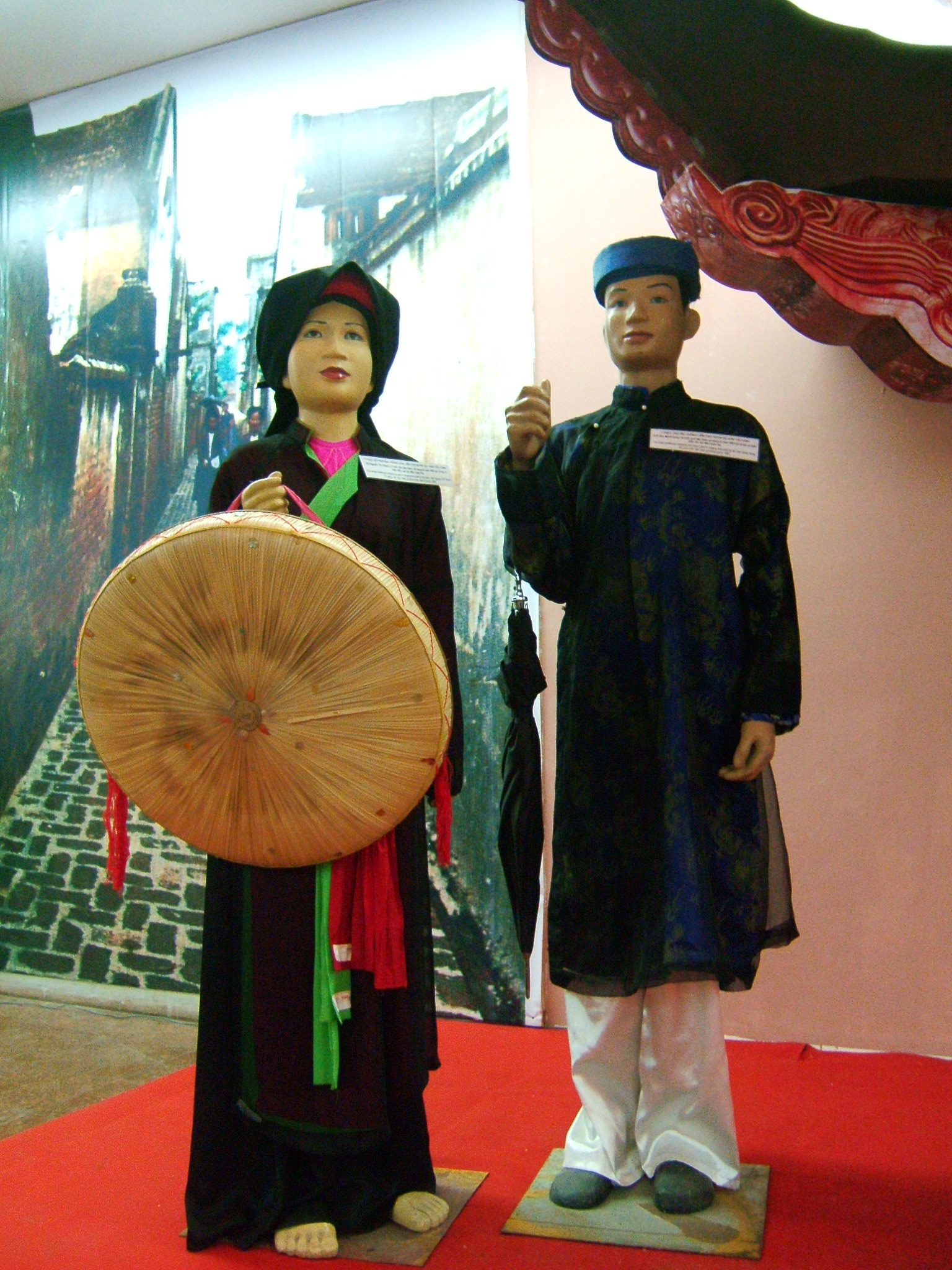
Женское одеяние: Аотытхан, мокуа, нонкуайтхао

В традиционный костюм женщин дельты Красной реки включается ещё платье с четырьмя полами аотытхан. Вместе с ним надевают красный передник йем, головной платок мокуа, широкополую шляпу с бахромой нонкуайтхао. Платье с четырьмя полами аотытхан и чёрный головной платок мокуа являются традиционным костюмом вьетнамских женщин в дельте Красной реки.
Основная пища вьетов — рис, овощи, рыба, рыбный соус (ныок мам), на севере — соевое молоко; распространённые блюда — суп из рисовой лапши (фо, лапша бун, лапша мьен), рисовые блинчики с мясной начинкой (нэм); традиционные напитки — чай, рисовая водка.
Распространены курение табака, жевание бетеля, обычай чернения зубов.
Сохраняется деление на патронимии (ок. 300), на принадлежность к которым указывает первый элемент имени. Развит культ предков. На Новый год (Тет) выпекают пирог из клейкого риса (баньтьынг), дом украшают ветками цветущего персика, устраивают гонки на лодках, устраивают шествия с изображением дракона, вывешивают фонари и др.
Фольклор — цикл преданий о первопредке и культурном герое государе драконе Лак Лонг Куан, его жене Ау Ко и их 100 сыновьях (50 из них ушли с матерью в горы, а 50, поселившиеся с отцом на юге, стали предками вьетов); о строительстве крепости Колоа; о борьбе духа гор Шон Тиня с духом воды Шон Тхюи за обладание Ми Ныонг («дочь правителя»), мифологизированное повествование о сёстрах-воительницах Чынг, предание о Золотой черепахе Ким Куи, правителе Ле Лое и волшебном мече, эпическая поэма «Тхать-Шань» и др. Распространены культы «божественных матушек» Тхань Мау.
Традиционные музыкальные инструменты — пяти-, четырёх- и трёхструнные щипковые, двуструнный смычковый (дан ни), бамбуковая флейта (ом дить) и другие.